# 天主教因凡塔自治監督區
天主教因凡塔自治監督區 （拉丁語：Praelatura Territorialis Infantensis）是菲律賓一個羅馬天主教自治監督區，為天主教利巴总教区的附屬教區。轄區包括奎松省北部。
2006年有教友387,966人、19個堂區、31名司鐸。前任監督區教長羅蘭多‧蒂羅納自2012年9月榮升卡塞雷斯總教區總主教後尚未有繼任者，榮休主教儒利奧‧拉瓦延，主教座堂布拉格耶穌聖嬰暨聖馬爾谷座堂。
1950年3月28日自利巴總教區獨立出成為自治監督區。